# Michela Ghisetti
Michela Ghisetti (* 1966 in Bergamo) ist eine seit 1992 in Wien lebende Malerin, Zeichnerin, Grafikerin und Bildhauerin.

## Leben und Werk
Michela Ghisetti studierte von 1988 bis 1992 an der Accademia Carrara di Belle Arti (Bergamo) und von 1992 bis 1996 an der Akademie der bildenden Künste in Wien bei Gunter Damisch Malerei und Grafik mit Diplom.
Sie erhielt 1999 den Strabag Kunstpreis und 2005 den Strabag Art Award.
Die Arbeiten von Ghisetti bewegen sich von unterschiedlichsten Skulpturen über detailreiche abstrakte Gemälde bis zu großformatigen fotorealistischen Porträts. Sie benutzt vielfältige Materialien, wie Acrylfarbe, Buntstift und Blattgold auf Holz oder Karton für ihre Bilder sowie Glasperlen, Textilien und unterschiedliche Naturstoffe für ihre Skulpturen.

## Zitate
„Das Werk der […] Künstlerin bewegt sich zwischen den Polen der Abstraktion und der Figuration.
In Michela Ghisettis Arbeiten fließen biografisch-emotionale und philosophisch-kunsttheoretische Elemente ineinander. Die Repräsentation der Frau in der heutigen Gesellschaft und Fragen zu Integration und Diversität sind Kernthemen ihres facettenreichen OEuvres.“

„Ghisetti beschäftigt sich in einer Vielfalt von Medien mit dem Porträt, das sie als zeichnerische Beschreibung einer Begegnung sieht. Dabei geht es ihr stets um die selbstbewusste Darstellung der Frau: Feminin, aber nicht feministisch, offen und zugleich geheimnisvoll, spontan aber auch meditativ, autobiografisch aber auch archetypisch führt die Künstlerin einen Dialog mit der Welt.“

## Ausstellungen (Auswahl)

### Einzelausstellungen
- 1998 Galerie Linea 70, Verona
- 2001 bis 2002 Kunsträume Vincent, Wien
- 2004 Galerie in der Praxis, Wien; Galerie Fox, Perugia
- 2006 Art Award 5/5, Strabag-Haus, Wien; Sotheby’s, Wien
- 2013 Rosa Notte, Galerie Gans, Wien
- 2015 und 2017 Galerie Gerersdorfer, Wien
- 2021 Michela Ghisetti, Albertina, Wien

### Ausstellungsbeteiligungen
- 2008 Galerie Wolfrum, Wien; Hotel Le Meridien, Wien
- 2009 Galerie Wolfrum, Wien
- 2010 Eisler Preis; Nominierte des Bank Austria Kunstpreises, Tresor; Ba-Ca Kunstforum; Walk The Line?, Projektraum Viktor Bucher, Wien; Haar, Galerie Wolfrum, Wien
- 2011 St.-Pauli-Museum, Hamburg; Galerie Wolfrum, Blumenschein, Wien; Albertina Contemporary, Gerhard Richter bis Kiki Smith, Wien; Galerie 422, Themenausstellung Porträt, Gmunden
- 2012 Museum Der Moderne, Sotschi; Kupferstichkabinett, Wien; Albertina Contemporary, Wien; Galerie Gans, Wien; Galerie Wolfrum, Wien
- 2013 12 Positionen, Sammlung Urban, Waidhofen an der Ybbs; Paperwork, Galerie Gerersdorfer, Wien; KULTURZENTRUM SCHLOSS PARZ, Grieskirchen; Art Austria, Wien
- 2014 Galerie Wolfrum, Wien; Hipp Halle, Gmunden; Galerie Wolfrum, Wien
- 2015 Paper Work II, Galerie Gerersdorfer, Wien; Kunstforum Strabag, Wien
- 2016 Sommerausstellung, Sammlung Urban, Waidhofen an der Ybbs; Galerie Gerersdorfer, Wien
- 2017 Kunstverein Steyr, Steyr; Galerie Geresdorfer, Wien; Galerie Gans, Wien; Sammlung Urban, Waidhofen an der Ybbs

### Präsenz in Sammlungen
- Albertina, Wien
- Angerlehner Museum, Wels
- Urban Sammlung, Waidhofen
- BMUKK, Wien
- Stadt Wien, Wien